# Rudolf Trenkel
Rudolf Trenkel (17 de janeiro de 1918 - 26 de abril de 2001) foi um piloto alemão da Luftwaffe durante a Segunda Guerra Mundial. Voou em mais de 500 missões de combate, nas quais abateu 138 aeronaves inimigas, o que fez dele um ás da aviação. Depois da guerra foi feito prisioneiro pelos norte-americanos, porém foi entregue às autoridades soviéticas. Depois de 4 semanas em cativeiro soviético, foi enviado para a Alemanha devido ao agravar dos ferimentos que sofreu no último combate. Muitos dos seus camaradas só voltariam à Alemanha 10 anos depois.